# Anna-Giulia Remondina
Anna-Giulia Remondina (* 1. Juni 1989 in Massa, Toskana) ist eine ehemalige italienische Tennisspielerin.

## Karriere
Remondina, deren bevorzugter Belag der Hartplatz ist, begann bereits im Alter von vier Jahren mit dem Tennisspielen. Ihre Tante war Tennislehrerin in Marina di Carrara.
Ihr erstes ITF-Turnier bestritt sie im März 2004 in ihrer italienischen Heimat in Capriolo. Inzwischen gewann sie zehn Einzel- und vier Doppeltitel auf dem ITF Women’s Circuit.
Seit Ende Oktober 2018 bestritt sie kein Profiturnier und wird seit Oktober 2019 nicht mehr in den Weltranglisten geführt.

## Turniersiege

### Einzel
| Nr. | Datum              | Turnier           | Belag             | Kategorie   | Finalgegnerin           | Ergebnis       |
| --- | ------------------ | ----------------- | ----------------- | ----------- | ----------------------- | -------------- |
| 1.  | 2. September 2006  | Vittoria          | Sand              | ITF $10.000 | Oana-Elena Golimbioschi | 6:0, 6:4       |
| 2.  | 6. Juli 2007       | Cremona           | Sand              | ITF $10.000 | Elena Pioppo            | 6:4, 2:6, 6:2  |
| 3.  | 11. August 2007    | Jesi              | Teppich           | ITF $10.000 | Federica Di Sarra       | 4:6, 6:1, 7:65 |
| 4.  | 11. Juli 2009      | Imola             | Teppich           | ITF $10.000 | Alice Balducci          | 6:2, 7:5       |
| 5.  | 12. September 2009 | Casale Monferrato | Sand              | ITF $10.000 | Anastasia Grymalska     | 2:6, 6:1, 6:2  |
| 6.  | 11. Oktober 2009   | Foggia            | Sand              | ITF $10.000 | Claudia Giovine         | 7:5, 1:6, 7:66 |
| 7.  | 7. März 2010       | Lyon              | Hartplatz (Halle) | ITF $10.000 | Anna Korzeniak          | 6:1, 7:60      |
| 8.  | 6. März 2011       | Lyon              | Hartplatz (Halle) | ITF $10.000 | Claire Feuerstein       | 7:66, 6:3      |
| 9.  | 16. April 2011     | Pomezia           | Sand              | ITF $10.000 | Cristina Dinu           | 5:7, 6:2, 6:3  |
| 10. | 16. März 2014      | Gonesse           | Sand (Halle)      | ITF $10.000 | Anne Schäfer            | 7:5, 7:66      |

### Doppel
| Nr. | Datum             | Turnier  | Belag   | Kategorie   | Partnerin           | Finalgegnerinnen                         | Ergebnis         |
| --- | ----------------- | -------- | ------- | ----------- | ------------------- | ---------------------------------------- | ---------------- |
| 1.  | 1. September 2006 | Vittoria | Sand    | ITF $10.000 | Federica Denti      | Emilia Desiderio Davinia Lobbinger       | 6:4, 6:3         |
| 2.  | 26. Juni 2015     | Rom      | Sand    | ITF $10.000 | Martina Di Giuseppe | Giulia Carbonaro Federica Spazzacampagna | 4:6, 6:2, [10:3] |
| 3.  | 20. November 2016 | Solarino | Teppich | ITF $10.000 | Dalila Spiteri      | Mathilde Armitano Elixane Lechemia       | kampflos         |
| 4.  | 3. Dezember 2017  | Hammamet | Sand    | ITF $15.000 | Miriana Tona        | Jelena Simić Jade Suvrijn                | 6:3, 6:4         |